# Maurice Norland
Maurice Norland   (Auxerre, 30 de juliol de 1901 - Migennes, 18 de maig de 1967) va ser un atleta francès, especialitzat en curses de fons, que va competir durant la dècada de 1920.
El 1924 va prendre part en els Jocs Olímpics de París, on disputà tres proves del programa d'atletisme. Guanyà la medalla de bronze en la prova del cros per equips, fent equip amb Henri Lauvaux i Gaston Heuet, mentre en la de cros individual fou quinzè i en els 5.000 metres quedà eliminat en sèries.

## Millors marques
- 3.000 metres obstacles. 9' 56.4" (1927)
- 5.000 metres. 15' 06.6" (1926)[1][2]